# Жилой дом с магазинами по проспекту Ленина, 38
Жилой дом с магазинами — составная часть общественно-торгового центра у подножия Батарейной горы в Выборге. Расположенное на главной улице Выборга — проспекте Ленина —  жилое здание, включённое в реестр объектов культурного наследия в качестве памятника архитектуры, считается одним из самых удачных сооружений советского времени в Выборге.

## История
В соответствии с генеральным планом Выборга, утверждённым в 1963 году, предусматривалось развёртывание массового строительства на индустриальной основе путём формирования микрорайонов. С возведением в юго-восточной части города микрорайона «А» была изменена сеть улиц: Батарейная улица соединила проспект Ленина с Ленинградским шоссе, по которому осуществляется магистральный въезд в город. Но однообразие пропорций и фасадов типовых жилых домов советской архитектуры — «хрущёвок» — было подвергнуто критике как явно уступающих по художественному уровню исторической застройке города. В этих условиях в 1970-х годах перед выборгскими архитекторами встала задача по проектированию в месте перехода проспекта Ленина в Батарейную улицу комплекса зданий, призванного соединить исторические кварталы с современными жилыми микрорайонами.
Таким образом, ансамбль застройки проспекта Ленина был завершён строительством по проекту архитекторов Д. П. Фридлянда и А. А. Бобкова у подножия Батарейной горы в 1974—1980 годах общественно-торгового центра, ставшего продолжением общегородского центра по оси проспекта: Рыночная площадь — Красная площадь — Батарейная гора. В качестве первой очереди архитектурного ансамбля в 1974 году был возведён многоэтажный жилой дом № 38 со встроенными продуктовыми магазинами. На втором этапе напротив жилого дома к открытию Олимпийских игр в Москве был построен торговый центр «Север», включивший здания на тот момент крупнейших в Ленинградской области универмага (Дома торговли) и ресторана «Север». Генпланом предусматривалось и возведение третьего элемента комплекса — монументального пандуса с лестницами на склоне Батарейной горы, но начавшиеся в 1980-х годах строительные работы были свёрнуты в условиях Перестройки и распада СССР: в качестве напоминания осталась просека через Центральный парк культуры и отдыха имени М. И. Калинина от ресторана «Север» к вершине Батарейной горы. Тем не менее, завершение архитектурного ансамбля продолжает рассматриваться в качестве перспективного проекта.
Нижний разноуровневый этаж масштабной постройки из силикатного кирпича, имеющей важное градостроительное значение, предназначен для размещения магазинов (крупнейшим стал продуктовый универсам), а также предприятий общественного питания. Верхние этажи со стороны оштукатуренного главного фасада поддерживаются железобетонными опорами, образующими колоннаду — композиционный приём, перекликающийся с подобным приёмом, использованным при оформлении фасада здания Дома торговли, возведённого напротив. Основание здания своим изгибом вторит линии проспекта в направлении Батарейной улицы, однако для большей выразительности угол изгиба увеличен. 
По мнению искусствоведа Е. Е. Кеппа, здания общественно-торгового центра, встречающего гостей, прибывающих в город по Ленинградскому шоссе и Батарейной улице, относятся к наиболее масштабным и интересным по архитектуре строениям советского времени в Выборге.